# سيس بال
سيس بال (بالهولندية: Cees Bal)‏ هو دراج هولندي، ولد في 21 نوفمبر 1951 في Kwadendamme ‏ في هولندا.

## وصلات خارجية
- سيس بال على موقع أرشيف الدراجات (الإنجليزية)
- سيس بال على موقع إحصائيات الدراجات الإحترافية (الإنجليزية)
- سيس بال على موقع CycleBase (الإنجليزية)